# 2005년 9월
| 2005년: 1월 · 2월 · 3월 · 4월 · 5월 · 6월 · 7월 · 8월 · 9월 · 10월 · 11월 · 12월 |

| <          | 2005년 9월 | 2005년 9월 | 2005년 9월 | 2005년 9월  | 2005년 9월 | >          |
| 일         | 월         | 화         | 수         | 목          | 금         | 토         |
|            |            |            |            | 1 7.28 무자 | 2 29 기축  | 3 30 경인  |
| 4 8.1 신묘 | 5 2 임진   | 6 3 계사   | 7 4 갑오   | 8 5 을미    | 9 6 병신   | 10 7 정유  |
| 11 8 무술  | 12 9 기해  | 13 10 경자 | 14 11 신축 | 15 12 임인  | 16 13 계묘 | 17 14 갑진 |
| 18 15 을사 | 19 16 병오 | 20 17 정미 | 21 18 무신 | 22 19 기유  | 23 20 경술 | 24 21 신해 |
| 25 22 임자 | 26 23 계축 | 27 24 갑인 | 28 25 을묘 | 29 26 병진  | 30 27 정사 |            |

| - 9월 11일 - 법장 스님 - 9월 24일 - 정운영 - 9월 30일 - 장기수 정순택 편집하기 |

## 2005년9월 29일
- 민주노동당 조승수 의원이 의원직을 상실했다. 국회의원 선거운동기간 직전 음식물 자원화 시설 관련 발언을 해 사전선거운동을 한 혐의로, 대법원에서 당선무효에 해당하는 150만 원 벌금형을 확정받았기 때문이다. 이에 따라 민주노동당은 9석을 갖게 되었으며, 앞으로 독자적인 법안 발의가 불가능하게 되었다.
- 한편, 새천년 민주당에 전 여당 소속 신중식 의원이 입당해 민주당은 민주노동당을 제치고 원내 제3당으로 올라섰다.
- 부천 시청, 복사골 문화 센터 일원에서 10월 3일까지 제7차 세계 만화 대회(WCC)와 제8회 부천 국제 만화 축제(BICOF) 개최되었다.
- 북아프리카 모로코에서 국경 장벽을 부수고 스페인령 세우타로 들어가려던 약 1천명의 아프리카인들이 이를 막으려던 모로코, 스페인군과 충돌해 5명이 숨지고 91명이 다쳤다.

## 2005년9월 28일
- 세계경제포럼(WEF)이 발표한 ‘2005년 국가별 경쟁력 평가 보고서’에서 한국의 성장경쟁력지수(국가경쟁력지수)는 117개 조사대상국 중 17위를 차지하며 역대 최고를 기록했다.
- 2002년 대통령 선거 당시 노무현 후보의 새천년 민주당과 한국노총 서울지역본부가 정책연대 합의서를 작성한 것으로 알려졌다. 노무현 후보의 대선 승리를 도와줄 경우 서울지역본부 대표 1명을 서울시 의회 비례대표로 추천하고, 서울시 예산지원을 더 늘릴 것을 약속하는 내용이다.
- 한국 국민의 자살률이 10만 명당 24.2명으로 OECD 회원국 가운데 가장 높은 것으로 나타났다.

## 2005년9월 27일
- 2006년 대한민국 행정부 예산안이 나왔다. 총 예산은 221조 4천억 원 규모로, 사회복지와 국방 예산 규모가 큰 폭으로 늘었다.
- 대구 국정감사 술자리 욕설 파문에 대해, 대구지검 정선태 제1차장 검사가 폭언을 사과했다. 한편 폭언의 당사자로 지목되었던 주성영 의원은 이 사건을 최초로 보도한 오마이뉴스에 대해 검찰에 고소했다.

## 2005년9월 26일
- 김대중 대통령 시절인 2000년 국회의원 선거 당시, 국가정보원에서 일반전화와 휴대전화를 영장 없이 불법 감청한 사실이 확인되었다. 검찰 관계자는 전 국정원 직원에 대한 가택 수색 중 관련 녹음 테이프를 압수했다고 밝혔다.
- 종합주가지수가 1206.41 포인트로 마감되었다. 이로써 1980년 종합주가지수가 생긴 이후 25년 만에 1200포인트를 넘으며 역사상 최고치를 기록했다.

## 2005년9월 25일
- 2005년 일본 국제 박람회가 막을 내렸다.
- 중국산 김치에서 납 성분이 최고 0.57ppm까지 검출되는 등, 국산 김치에 비해 납 성분이 3배 정도 많은 것으로 조사됐다.

## 2005년9월 24일
- 이번 정기국회에서 열린우리당 장향숙 의원의 대표발의를 통해, 수돗물 불소화 관련 내용이 포함된 구강보건법이 개정될 예정이어서 이에 대한 찬반 논쟁이 확대되고 있다.
- 미국 텍사스주 해안에 허리케인 리타가 상륙했다. 허리케인의 영향으로 루이지애나와 텍사스 지방에 큰 비가 내리고 있으며, 주변의 석유 시설에 피해가 예상된다.
- 1997년 예금보험공사가 삼성상용차의 분식회계를 눈감아 줬다는 의혹이 제기되었다. 당시 삼성상용차는 157억 원 규모의 분식회계를 통해 회사 재무재표를 흑자로 돌려놓았다. 이후 발행한 3100억 원의 회사채는 삼성상용차가 부도나면서 모두 공적자금으로 대신 갚아준 것으로 알려졌다.

## 2005년9월 23일
- 김대중 전 대통령이 폐부종 증세로 한 달 만에 재입원했다.
- 민주노동당 소속 국회의원들이 미국, 중국과의 쌀 협상 비준 동의안의 국회 통일외교통상위원회 처리를 막기 위해 위원장석을 점거했다. 이들은 기본적인 논의과정도 없이 이면합의 의혹이 있는 동의안을 처리할 수는 없다고 주장했다.
- 허리케인 리타가 다가오고 있는 미국 텍사스 주와 루이지애나 주에 대피령이 내려졌다. 이에 따라 주민 200만 명이 대피를 시작했다. 한편 피난민이 타고 있던 버스에 불이 나 노인 20여 명이 사망하는 사고가 일어났다.
- 대구지검 국정감사를 위해 대구를 방문한 여야의원들이 전날 피감기관 검사들과 함께 술자리를 가졌다는 사실이 보도되었다. 또한 이 자리에서 주성영 의원이 술에 취해 종업원들에게 언어폭력을 행사하는 추태를 부린 것으로 알려졌다.

## 2005년9월 19일
- 육자 회담 참가국들은 경수로 문제에 대하여 적당한 시기에 논의하기로 한 내용을 골자로 한 6개항의 공동성명문에 합의하였다.

## 2005년9월 18일
- 독일 연방하원 선거에서 기민-기사 연합이 집권 사민당을 수 퍼센트 차이로 이겼다. 선거 결과 어느 정당도 의석 절반 이상을 획득하지 못함에 따라 각 정당은 다양한 연정 가능성을 검토하고 있는 것으로 알려졌다.

## 2005년9월 15일
- 이라크의 저항세력 알자르카위가 시아파에 대한 전면전을 선언했다.
- 국제 연합(UN) 총회에 참석 중인 노무현 대통령이 유엔 개혁이 강대국 중심으로 이뤄져서는 안된다는 내용의 기조연설을 했다. 일본의 상임이사국 증설안에 반대하는 내용이다.

## 2005년9월 14일
- 이라크에서 다섯 차례의 폭탄테러가 발생해 사망자가 백여 명이 넘는 것으로 알려졌다. 알카에다는 이 사건이 미군에 대항해 자신들이 일으킨 것이라고 주장했다.

## 2005년9월 13일
- 제4차 육자회담이 중국 베이징의 댜오위타이에서 재개되었다.
- 제16차 남북장관급회담이 평양에서 열렸다.
- 조선민주주의인민공화국이 롯데관광에게 개성관광을 제의했다. 이에 대해 현대아산은 독점권이 자신들에게 있다고 주장했다.
- 대한민국 축구 국가대표팀 감독으로 딕 아드보카트 감독이 확정되었다.
- 대한민국 국방부가 국방개혁안을 발표했다. 육군 병력수를 15만 명 이상 줄이고, 군을 과학화시키는 대신, 매년 11%씩 10년간 국방비를 늘리는 것이 주된 내용이다.

## 2005년9월 12일
- 삼성전자가 세계 최초로 16기가비트 낸드 플래시메모리를 개발하는 데 성공했다고 밝혔다.
- 정태수 전 한보그룹 회장이 자신 가족 소유의 대학교 공금 72억 원을 빼돌렸다.

## 2005년9월 11일
- 맥아더 장군 동상이 있는 인천 자유 공원 근처에서 보수 단체와 진보 단체의 집회가 열렸다. 경찰은 이들의 자유공원 진입을 저지했으며 이 과정에서 시위대와 경찰의 충돌이 일어나 다수의 사람이 다쳤다.
- 일본에서 총선거가 실시되었다. 이번 선거에서는 우정 민영화를 공약으로 내건 고이즈미 준이치로 총리의 자민당이 296석의 승리를 거둬 제1당이 되었다.
- 조계종 총무원장 법장 스님이 심장병으로 병원 치료중 입적했다.

## 2005년9월 8일
- 한국내에서는 GPL 라이선스의 법적 구속력이 없다는 판결이 나왔다. 서울중앙지방법원 형사 제3단독재판부는, 한국내 최초의 GPL관련 소송인 하이온넷의 엘림넷 영업비밀 유출 사건과 관련해, GPL 라이선스의 Vtun 소스를 수정해 개발한 Etun 프로그램이 엘림넷에 의해 개량, 향상된 측면이 있으므로, 영업비밀로 보호받을 경제적 가치를 갖는다고 판결했다. 또한 자유 소프트웨어 재단의 "Etun은 GPL 라이선스에 따라 영업 비밀이 될 수 없다"는 의견에 대해서도 받아들일 수 없다고 판결했다. (서울신문[깨진 링크(과거 내용 찾기)])
  - 관련 링크: 엘림넷 대 하이온넷 사건
- 허리케인 카트리나: 미국은 뉴올리언스에 남아있는 모든 주민들을 강제 이주시키기로 했다.

## 2005년9월 7일
- 종합주가지수가 1142.99 포인트로 마감되었다. 이로써 1994년 11월 이후 11년 만에 종합주가지수가 사상 최고치를 돌파했다.
- 노무현 대통령과 박근혜 한나라당 대표의 회담이 청와대에서 열렸다. 이 날 회의에서 노무현 대통령은 연정 제안 및 선거구제 개편을 제안했으나, 박근혜 대표는 선거구제 개편은 지역분할 구도 해소에 실질적인 도움이 되지 않으며, 연정 제안은 국민들의 뜻에 어긋나고, 양당의 지향점이 차이가 크므로 받아들일 수 없다고 거절했다. 또한 박근혜 대표는 정치개혁보다 경제에 더 노력을 기울여야 한다고 밝혔으나 노무현 대통령은 경제 정책에 대해 한나라당의 이해가 필요하며, 대통령이 경제에만 매달릴 수는 없다고 말했다. 이 회담은 합의 없이 양자의 견해차를 확인하는 것으로 마무리됐다.

## 2005년9월 6일
- 태풍 나비가 일본에 상륙해 21명 이상이 숨지고, 50명 이상이 실종되었다. 또한 한국 남동부 지방에서도 열차가 탈선하는 등 피해가 발생했다.

## 2005년9월 2일
- '한국 전쟁은 북한의 지도부가 시도한 통일 전쟁'이라고 주장한 동국대학교 강정구 교수가 국가보안법 위반 혐의로 검찰에 출두해 조사를 받고 돌아갔다.

## 2005년9월 1일
- 한국전자통신연구원 (ETRI) 김현탁박사 연구팀은 세계 최초로 절연체가 도체 금속으로 변화되는 현상을 증명하고 관련 논문을 학술지에 발표했다.